# Gastrotheca aureomaculata
Espèce
Synonymes
- Gastrotheca mertensi Cochran & Goin, 1970

Statut de conservation UICN

 EN B1ab(iii,v) : En danger
Gastrotheca aureomaculata est une espèce d'amphibiens de la famille des Hemiphractidae.

## Répartition
Cette espèce est endémique de Colombie. Elle se rencontre dans les départements de Cauca et de Huila entre 2 000 et 2 600 m d'altitude sur le versant Est de la cordillère Centrale.

## Description
Le mâle holotype mesure 66,4 mm et la femelle 73,8 mm,.

## Publication originale
- Cochran & Goin, 1970 : Frogs of Colombia. United States National Museum Bulletin, no 288, p. 1-655. (texte intégral).